# For You (албум)
For You (срп. За тебе) је први компилациони албум америчке певачице Селене Гомез. Албум је објављен 24. новембра 2014. године преко Холивуд рекордса. Садржи материјал из Гомезине групе „Селена Гомез и сцена“, као и њеног материјала као соло-уметника. For You је описан као „колекција” Гомезове, за разлику од албума с највећим хитовима. Албум је последњи пројекат у издању Холивуд рекордса, с којим је издала четири студијска албума и ремиксни албум. Укључује две претходно необјављене песме, које производи Рок мафија, као и нове верзије неких претходно објављених снимака.